# Studio Deen
Studio Deen (jap. 株式会社スタジオディーン Kabushiki-gaisha Sutajio Dīn; znane również jako "Studio DEEN" lub "Studio DEAN") – japońskie studio zajmujące się animacją i produkcją anime. Zostało założone 14 marca 1975 roku przez członków studia Sunrise.

## Produkcje[1]
- 07-Ghost
- Amaenaide yo!!
- Amatsuki
- Angel’s Egg
- Oiski Poiski show
- Beyblade
- Binchō-tan
- Bomberman Jetters
- Code-E
- Detective Loki
- DNA²
- Domain of Murder
- Eat-Man
- Eat-Man `98
- Eden's Bowy
- Ehrgeiz
- Fate/stay night
- Fate/stay night: Unlimited Blade Works
- Fruits Basket
- Full Moon o sagashite
- Get Ride! Amdriver
- Getbackers
- Giant Killing
- Ginga Densetsu Weed
- Golden Brave Goldran
- Gravitation
- Hakuōki Shinsengumi Kitan
- Haunted Junction
- Hatenkou Yugi
- Axis Powers Hetalia
- Higurashi no naku koro ni
- Higurashi no naku koro ni Kai
- Higurashi no naku koro ni Rei
- Higurashi no naku koro ni Kira
- Itsumo Kokoro ni Taiyō o!
- Jigoku shōjo
- Jigoku shōjo futakomori
- Jigoku shōjo mitsuganae
- Junjō Romantica
- King of Bandit Jing
- Kita e
- Knight Hunters
- Kokoro Library
- Kyō kara maō!
- Let's Dance With Papa
- Łowca dusz (zwane również Soul Hunter)
- Maison Ikkoku
- Maria sama ga miteru
- Maria sama ga miteru: Haru
- Maria sama ni wa naisho
- Mobile Suit Victory Gundam
- Momoiro Sisters
- Mon Colle Knights
- Mouse
- Patlabor
- Princess Princess
- Ranma ½
- Rave Master
- Read or Die
- Rurōni Kenshin
- Samurai Deeper Kyo
- Sekaiichi Hatsukoi
- Shadow Skill - Eigi
- Seitokai no Ichizon
- Shining Tears X Wind
- Shion no Ō
- Shonen Onmyouji
- Simoun
- Star Ocean EX
- tactics
- The Samurai
- Twilight Q
- Law of Ueki
- Urayasu Tekkin Kazoku
- Urusei Yatsura
- Umineko no Naku Koro ni
- Vampire Knight
- Violinist of Hameln
- Weiß Kreuz
- Yami to Boushi to Hon no Tabibito
- You’re Under Arrest
- Yumeria
- Zenki
- Zipang